# 光叶唐竹
光叶唐竹（学名：Sinobambusa tootsik var. tenuifolia）为禾本科唐竹属下的一个变种。

## 扩展阅读
- 維基物種上的相關：光叶唐竹